# Фидлер, Аркадий
Арка́дий Фи́длер (пол. Arkady Fiedler; 1894—1985) — польский натуралист, путешественник и писатель.

## Биография
Аркадий Адам Фидлер родился 28 ноября 1894 года в Позене (нынешняя Познань) в семье известного, в Польше тех лет, издателя Антони Фидлера. Царившая в семье будущего писателя атмосфера почитания литературы и родного языка, любви к природе во многом предопределила его увлечения и пристрастия, а в конечном итоге и весь дальнейший жизненный путь. Среди писателей, оказавших наибольшее влияние на формирование личности будущего писателя, Фидлер называл Генрика Сенкевича и Генри Дэвида Торо за «его любовь к природе и простой жизни».
Аркадий Фидлер закончил философский факультет Ягеллонского университета в Кракове, а затем Берлинский и Познанский университеты, где изучал естествознание.
Первые свои путешествия он совершил в 1927 году в Норвегию и в 1928 году — за океан, в джунгли Южной Бразилии, где пробыл больше года. Тогда же увидели свет и первые его книги об этих путешествиях. В 1933—1934 годах он предпринял новое путешествие в восточные районы Перу, на Амазонку, о котором пишет книгу «Рыбы поют в Укаяли». Книга становится сенсацией, переводится на пятнадцать языков мира и выдерживает 32 издания. К Фидлеру приходят признание и слава. В 1935 году за научную и литературную деятельность Польская Академия Литературы увенчивает его лавровым венком.
За научную, общественную и литературную деятельность А.Фидлер был удостоен многих литературных премий и правительственных наград, в том числе Государственной премии Польши I степени и высшего ордена страны — ордена «Строителей Народной Польши». По праву заслужил он и уникальный, учрежденный в ПНР, «Орден Улыбки», присваиваемый детьми деятелям науки, культуры и искусства за особо ценные заслуги в деле заботы о здоровье и счастье детей. Действительно, научный и литературный вклад А. Фидлера в дело просвещения детей и юношества, в дело воспитания их в духе интернационализма, любви к природе поистине трудно переоценить.
За долгую свою жизнь А. Фидлер совершил около тридцати длительных, продолжавшихся по году и больше путешествий в разные страны и самые экзотические уголки планеты: в Норвегию и Канаду, на Дальний Восток, Кавказ и в Якутию, в джунгли Бразилии, Гайаны и Перу, в Мексику и на острова Карибского моря и Юго-Восточной Азии, во Вьетнам, Лаос и Кампучию, в Гвинею, Гану и на Мадагаскар. Последнее путешествие — в возрасте уже 88 лет — Фидлер предпринял на Мадагаскар.
И каждое такое путешествие неизменно рождало новую книгу, восхитительную книгу о флоре и фауне страны, о жизни её народа, его быте и нравах. Двадцать семь книг Аркадия Фидлера увидели свет на двадцати двух языках народов мира общим тиражом более девяти миллионов экземпляров. Самые известные из них: «На Амазонке», упоминавшаяся уже «Рыбы поют в Укаяли», «Рио-де-Оро», «Маленький бизон», «Горячее селение Амбинанитело», «Канада, пахнущая смолой», «Остров Робинзона», «Ориноко», «Белый Ягуар», рассказы «Две тайры», «Носухи», «Там, где рыбы странствуют по суше», из сборника «Звери девственного леса».
В СССР особенно популярен был неоднократно переиздававшийся приключенческий роман Фидлера «Белый Ягуар — вождь араваков» (1980), посвященный национально-освободительной борьбе индейцев Венесуэлы в начале XVIII века.
Книги Фидлера привлекают читателей разных возрастов и профессий социальной заинтересованностью, острой публицистичностью, неравнодушным отношением автора к судьбам людей и окружающего их мира. В этом смысле Фидлер-писатель раскрывается перед читателем как подлинный гуманист, патриот и интернационалист.
Польская газета «Литература» в статье, посвященной творчеству Аркадия Фидлера, писала: 

«Читатели знают, что найдут в его книгах не только привлекательную экзотику, они найдут в них доброе напутствие в жизни, умение увидеть в ней красоту и добро, заклеймить зло; его книги утверждают равенство людей независимо от цвета их кожи, он верит в добрые начала человека и видит их благотворные истоки в гармонии человека и природы».
В марте 1985 года — на 91-м году жизни — Аркадий Фидлер скончался.

## Оценки творчества
Ярослав Ивашкевич невысоко ценил творчество Фидлера, называя его «второсортным репортажем», в то же время другой польский писатель, Ксаверий Прушиньский, называл Фидлера «польским Редьярдом Киплингом».

## Память и творческое наследие
Музей имени Аркадия Фидлера находится в старом доме семьи писателя в Пущиково, рядом с городом Познань. Музей полон личных вещей писателя, а также различных сувениров, привезенных из его путешествий по Африке, Южной Америке и Востоку.

## Произведения, переведённые на русский язык
- Остров Робинзона (1954, Wyspa Robinsona).
- Ориноко (1957, Orinoko).
- Белый Ягуар — вождь араваков (1980, Biały Jaguar).
- Канада, пахнущая смолой (1935, Kanada pachnąca żywicą).
- Звери девственного леса (1936).
- Зов Амазонки (1937; перераб. «Рыбы поют в Укаяли», Географгиз, 1963).
- Две тайры (рассказ).
- Носухи (рассказ).
- Дивизион 303 (1942, Dywizjon 303).
- Благодарю тебя, капитан (1944, Dziękuję ci, kapitanie).
- Маленький бизон (1952, Mały Bizon).
- Горячее селение Амбинанитело (1953, Gorąca wieś Ambinanitelo).
- Тайна Рио де Оро (1950, Rio de Oro).
- Дикие бананы (1959, Dzikie banany).
- Новое приключение: Гвинея (1962, Nowa przygoda: Gwinea).
- Завтрашний день Мадагаскара (Madagaskar).
- Остров любящих лемуров (1957, Wyspa kochających lemurów).

## О нём
- Киселёв В. Послесловие // Фидлер А. Белый Ягуар — вождь араваков. — М.: Правда, 1990.